# La Serena (Čile)
La Serena je grad i općina u Čileu, u regiji Coquimbo. Površina joj je 1.892,8 km². Nalazi se na 0 metara nadmorske visine. 
Po posljednjem službenom popisu stanovništva iz 2002. godine, općina La Serena imala je 208.940 stanovnika.

## Također pogledajte
- Veliki La Serena

## Vanjske poveznice
- Službena stranica (šp.)

### Ostali projekti
|  | Zajednički poslužitelj ima još gradiva o temi La Serena |